# Lima Challenger 2008
Il Lima Challenger 2008 è stato un torneo di tennis facente parte della categoria ATP Challenger Series nell'ambito dell'ATP Challenger Series 2008. Il torneo si è giocato a Lima in Perù dal 24 al 30 novembre 2008 su campi in terra rossa e aveva un montepremi di $50 000.

## Vincitori

### Singolare
Martín Vassallo Argüello ha battuto in finale  Sergio Roitman con il punteggio di 6–2, 4–6, 6–4.

### Doppio
Luis Horna /  Sebastián Prieto hanno battuto in finale  Ramón Delgado /  Júlio Silva con il punteggio di 6–3, 6–3.